# Craspedosis schistacina
Craspedosis schistacina är en fjärilsart som beskrevs av W. Warren 1896. Craspedosis schistacina ingår i släktet Craspedosis och familjen mätare. Inga underarter finns listade i Catalogue of Life.